# Ana Moreira
Ana Moreira (Lisboa, 13 de Fevereiro de 1980) é uma actriz portuguesa.
Estreou-se como actriz na curta-metragem Primavera, de João Tuna (1997). No ano seguinte participa em Os Mutantes de Teresa Villaverde (1998), cineasta que a viria a dirigir novamente em Água e Sal (2001).
Recebe os Prémios de Melhor Actriz nos Festivais Internacionais de Cinema de Bastia e Taormina. Foi nomeada em 1999 pelo European Film Promotion para a Shooting Stars
Ainda no cinema trabalha em Tarde Demais (2000) José Nascimento, em Rasganço (2002) de Raquel Freire e em O Fascínio (2003) de José Fonseca e Costa.
Para a televisão gravou a série Pedro e Inês (RTP, 2005) interpretando o papel de Inês de Castro.
Em 2005 é a protagonista do filme Adriana de Margarida Gil. Por esse filme recebeu, em 2006, o Globo de Ouro para a Melhor Actriz em Cinema.
Volta a trabalhar com Teresa Villaverde no filme Transe de 2006. Entra nos filmes O Capacete Dourado (2006) de Jorge Cramez e em Histórias de Alice (2007) de Oswaldo Caldeira.
Em 2008 é uma das protagonistas da novela Olhos nos Olhos da TVI. Em Março de 2010, foi capa da revista masculina Urban Man.
Participa no filme Quinze Pontos na Alma (2011), de Vicente Alves do Ó e em Tabu (2012), de Miguel Gomes. Volta a colaborar com Jorge Cramez em Amor Amor (2017) e protagoniza Sombra (2021) de Bruno Gascon.
Em 2021, vence o Prémio Autores na categoria de melhor actriz em teatro pela sua interpretação em "Fora de Campo".
Em 2022 vence o Prémio Sophia da Academia Portuguesa de Cinema de Melhor Actriz Principal com a interpretação no filme Sombra, de Bruno Gascon.

## Filmografia[2]
- Nunca Nada Aconteceu, de Gonçalo Galvão Teles (2022)
- Sombra, de Bruno Gascon (2021)
- A Arte de Morrer Longe, de Júlio Alves (2020)
- Lovers on Borders, de Atsushi Funahashi (2018)
- Amor Amor, de Jorge Cramez (2017)
- Histórias de Alice, de Oswaldo Caldeira (2016)
- Tabu, de Miguel Gomes (2012)
- Quinze Pontos na Alma, de Vicente Alves do Ó (2011)
- Filme do Desassossego de João Botelho (2010)
- Um Amor de Perdição de Mário Barroso (2008)
- A Corte do Norte de João Botelho (2008)
- O Capacete Dourado de Jorge Cramez (2007)
- Transe de Teresa Villaverde (2006)
- Adriana, de Margarida Gil (2005)
- O Fascínio, de José Fonseca e Costa (2003)
- Água e Sal, de Teresa Villaverde (2001)
- Tarde Demais de José Nascimento (2000)
- Os Mutantes de Teresa Villaverde (1998)